# Mainbocher
Mainbocher è una casa di moda fondata dallo stilista statunitense Main Rousseau Bocher anche appunto conosciuto come Mainbocher.
Fondata nel 1929 come "Mainbocher Couture", operò dapprima a Parigi al n.12 di Avenue George-V, dove riscosse un notevole successo per le sue eleganti e sofisticate creazioni di alta moda e poi, nel 1940 allo scoppio della guerra, si trasferì a New York.
Anticipando il "New Look" di Christian Dior di otto anni, con la sua "vita di vespa", cambiò radicalmente la moda degli anni Trenta. Dior stesso ha confessato: "Mainbocher è davvero davanti a tutti noi, perché lo fa in America".
Il suo stile elegante e senza tempo conquistò una clientela esclusiva e raffinata tra cui la fashion editor Carmel Snow, Bettina Ballard, Diana Vreeland. Aristocratiche come la principessa Karam di Kapurthala, Elsie de Wolfe, Lady Castlerosse, la Vicomtesse de Noailles, la baronessa Eugène de Rothschild, la pianista Dame Myra Hess, socialitè come Millicent Rogers, Daisy Fellowes, Linda Lee Thomas (moglie di Cole Porter), Gloria Vanderbilt, Babe Paley, Syrie Maugham e star come Mary Pickford, Constance Bennett, Kay Francis, Claudette Colbert, Irene Dunne, Loretta Young, Miriam Hopkins, Helen Hayes, Adele Astaire.
Per Wallis Simpson creò nel 1937 l'abito da sposa ed il corredo per il matrimonio con il Duca di Windsor e gli dedicò una gradazione di blu che chiamò "Wallis Blue".
Nel 1948 disegno le uniformi femminili per la Marina Militare degli Stati Uniti.
Nel 1961 Mainbocher trasferì l'atelier sulla prestigiosa Fifth Avenue fino all'anno della chiusura della attività nel 1971.
Nel 2002, Mainbocher è stato ricordato a New York con una targa di bronzo sulla "Fashion Walk of Fame" nel leggendario Garment District.
Nel 2010, il "Museum of the City" di New York ha creato una mostra virtuale su Mainbocher, mentre la prima retrospettiva a lui dedicata, intitolata "Making Mainbocher", si è svolta nel 2016 al "Chicago History Museum". La mostra è stata realizzata grazie al contributo dalla Luvanis SA che è l'attuale proprietaria del marchio.